# Vaiano Cremasco
Vaiano Cremasco – miejscowość i gmina we Włoszech, w regionie Lombardia, w prowincji Cremona.
Według danych na rok 2004 gminę zamieszkiwało 3621 osób, 603,5 os./km².